# Oecetis pratelia
Oecetis pratelia là một loài Trichoptera trong họ Leptoceridae. Chúng phân bố ở miền Tân bắc.